# Premier League Hírességek Csarnoka
A Premier League Hírességek Csarnoka (angolul: The Premier League Hall of Fame) olyan játékosoknak és edzöknek ad helyet, akik kiemelkedő labdarúgó vagy edzői képességet mutattak és nagy befolyással voltak az Angol labdarúgó-bajnokság alakulására. 2021-ben alapították és az Angol Labdarúgó Hírességek Csarnokával ellenében, amely Manchesterben található, a Premier League Hírességek Csarnoka független. Csak online létezik és a beiktatásokat a Sky Sports közvetíti. Minden évben négy és hat között van az új beiktatott játékosok száma.
Ahhoz, hogy egy játékost beiktassanak, teljesen vissza kell vonulniuk a beiktatásuk előtti szezonban. 2021-ben, az első beiktatottak Alan Shearer és Thierry Henry voltak. Az első edzőként Alex Fergusont és Arsène Wengert iktatták be, 2023-ban.

## Követelmények
A játékosnak teljesen vissza kellett vonulniuk a beiktatásuk előtti szezonban és csak a nemzeti sikerei számítanak. A játékosnak legalább 250 mérkőzést kellett játszania vagy a következő követelmények egyikét teljesítenie:
- 200 Premier League-mérkőzés
- Szerepelt bármelyik Évtized csapatába vagy a 20 éves évfordulói csapatban
- Nyert egy Premier League Aranycipőt vagy egy Premier League Aranykesztyűt
- Megválasztották a szezon játékosának a Premier League-ben
- Megnyert három Premier League bajnoki címet
- Szerzett legalább 100 Premier League-gólt vagy 100 kapott gól nélküli meccs (csak kapusoknak)

Jelenleg nem ismert, hogy menedzserek és bírok lesznek-e beiktatva.

## Beiktatott játékosok
| KP | Kapus       |
| H  | Hátvéd      |
| K  | Középpályás |
| T  | Támadó      |

| ^ | Beválasztották a PFA évszázad csapatába                       |
| * | Megnyert legalább egy személyes díjat                         |
| + | Beválasztották legalább egyszer a Premier League év csapatába |
| # | Volt Premier League-bajnok                                    |
| ~ | Megválasztották az év fiatal játékosának                      |

| Év   | Név                  | Mérkőzések | Gólok | Pozíció | Játszott évek        | Csapatok                                                                                         | Sikerek | For.   |
| ---- | -------------------- | ---------- | ----- | ------- | -------------------- | ------------------------------------------------------------------------------------------------ | --- | ------ |

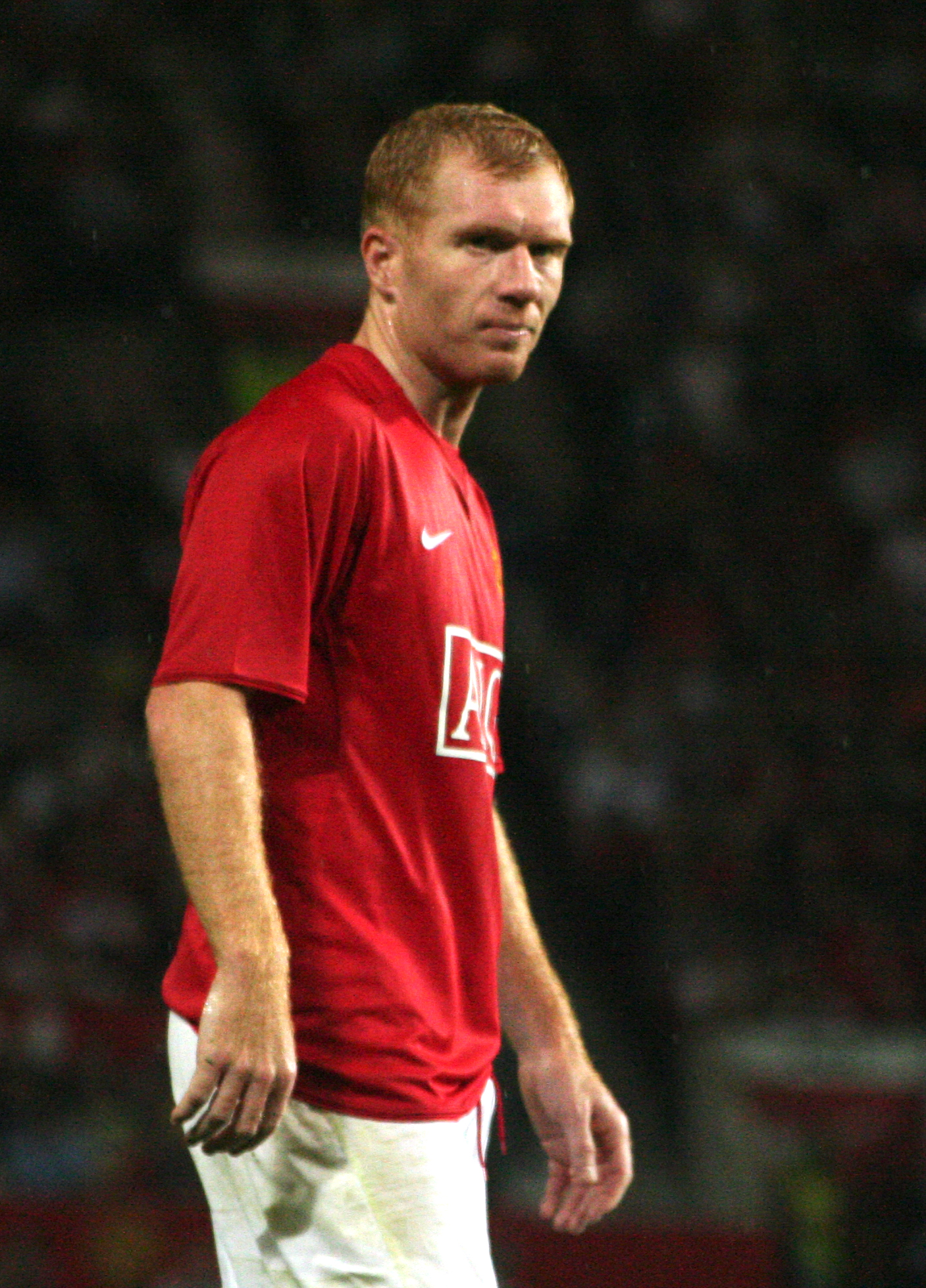
A tizenegyszeres bajnok Paul Scholes beiktatására 2022-ben került sor

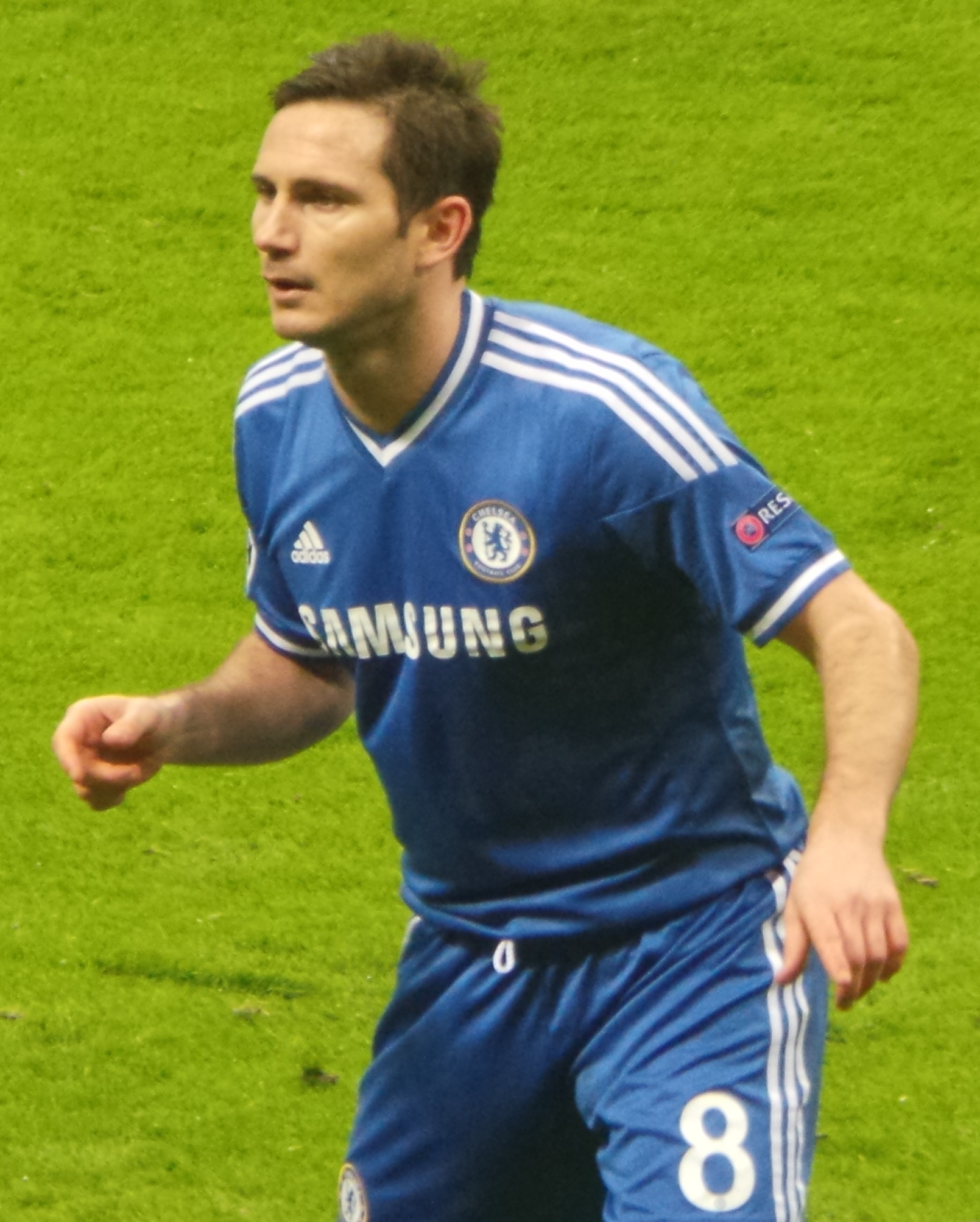
Frank Lampardot, a Premier League történetének legtöbb gólt szerző középpályását 2021-ben iktatták be

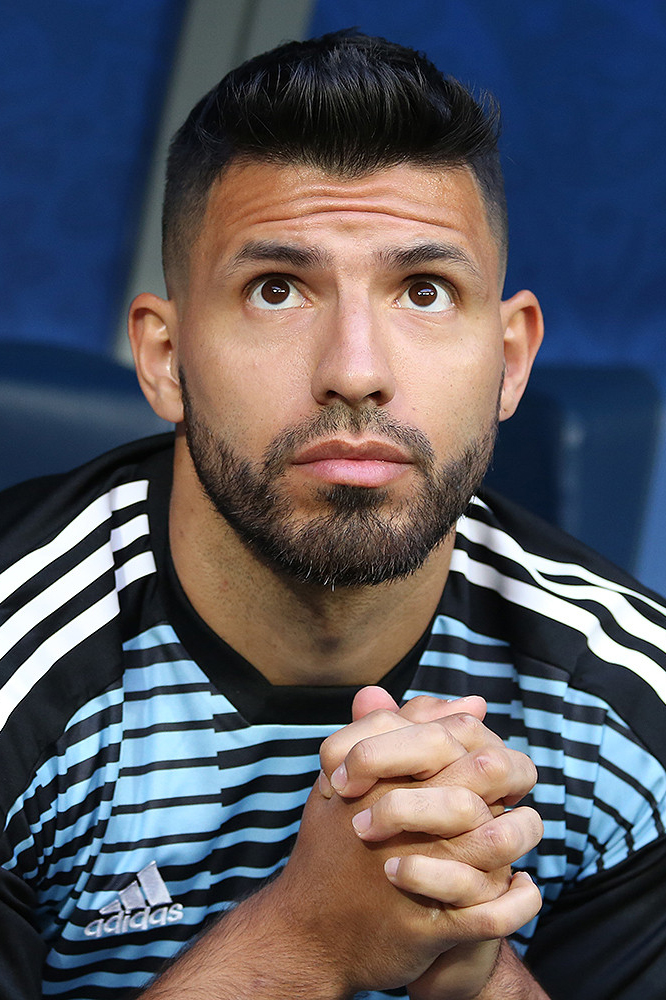
Sergio Agüero, a legtöbb gólt szerző külföldi játékos a Premier League történetében

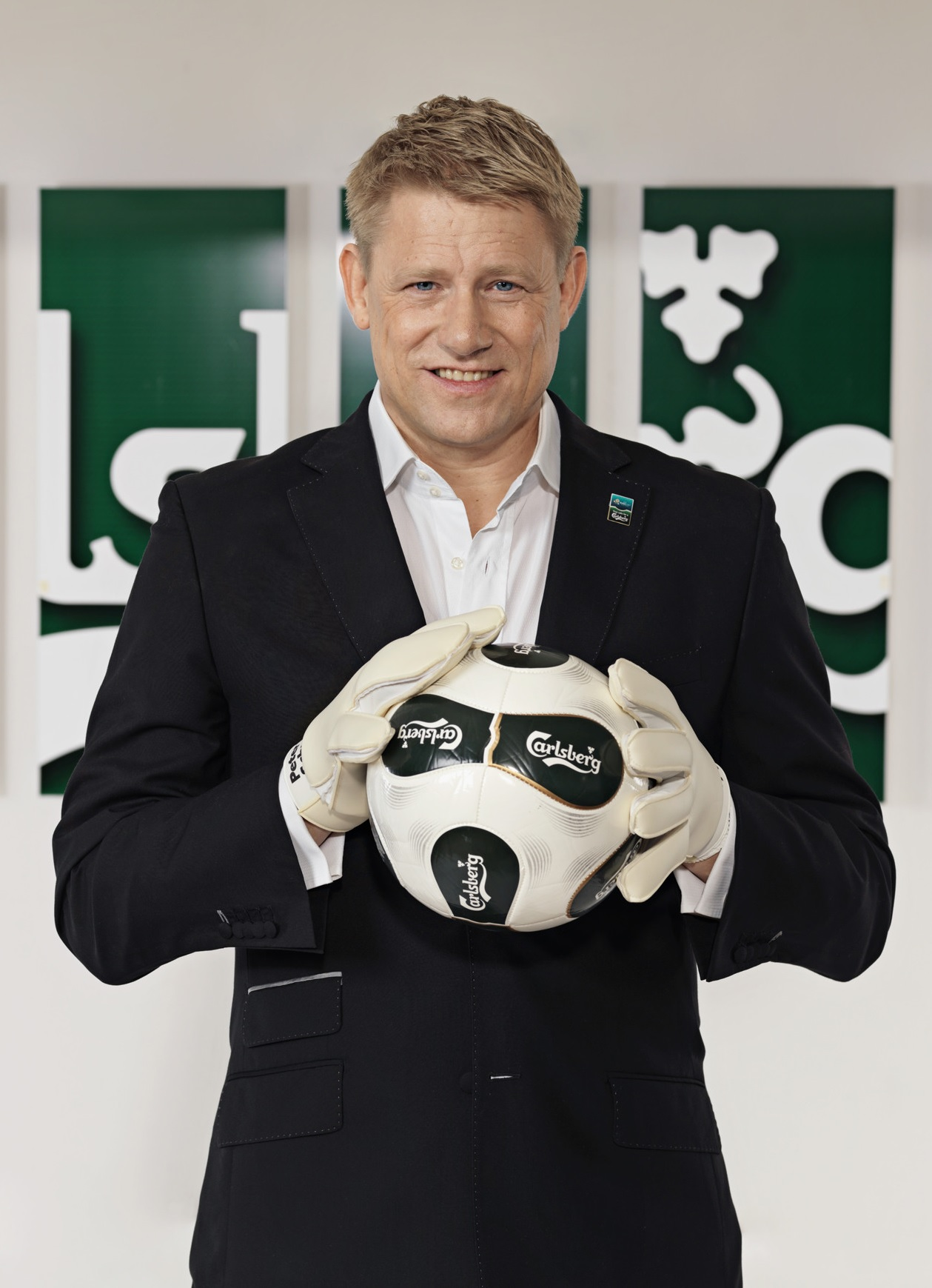
Peter Schmeichel volt az első kapus, akit beiktattak

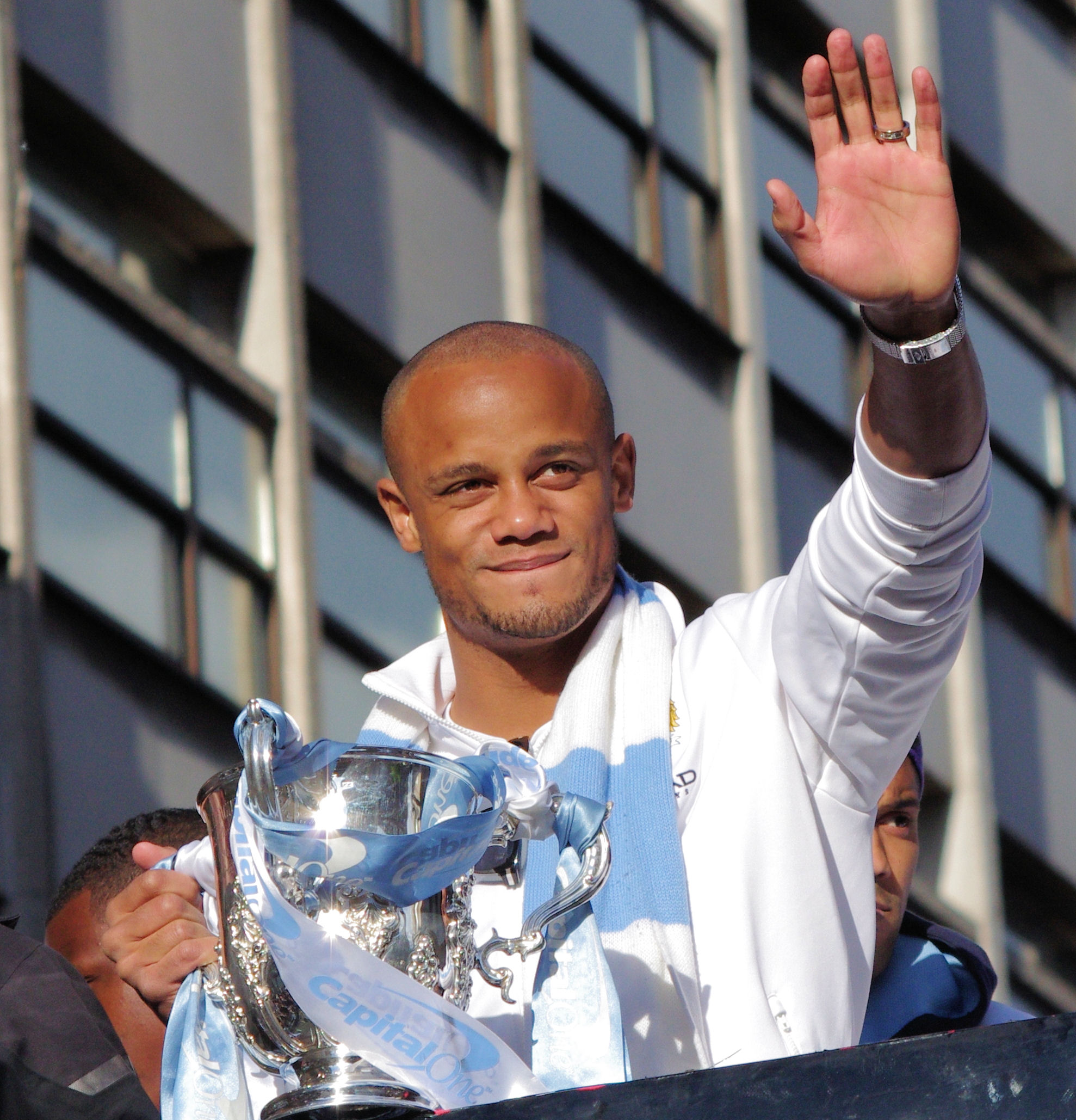
Vincent Kompany volt az első beiktatott védő

| 2021 | Alan Shearer ^*+#    | 441        | 260   | T       | 1992–2006            | Blackburn Rovers, Newcastle United                                                               | - 1x Premier League-bajnok (1994–1995) - PFA Az évszázad csapata | [ 4 ]  |
| 2021 | Thierry Henry ^*+#   | 258        | 175   | T       | 1999–2007, 2012      | Arsenal                                                                                          | - 2x Premier League-bajnok (2001, 2004) - PFA Az évszázad csapata | [ 4 ]  |
| 2021 | Éric Cantona ^*+#    | 156        | 73    | T       | 1992–1997            | Leeds United, Manchester United                                                                  | - 2x Premier League-bajnok (1993, 1994, 1996, 1997) - PFA Az évszázad csapata | [ 5 ]  |
| 2021 | Roy Keane ^*+#~      | 366        | 39    | K       | 1992–2005            | Nottingham Forest, Manchester United                                                             | - 8x Premier League-bajnok (1993, 1994, 1996, 1997, 1999, 2000, 2001, 2003) - PFA Az évszázad csapata | [ 5 ]  |
| 2021 | David Beckham ^*+#~  | 265        | 62    | K       | 1994–2003            | Manchester United                                                                                | - 6x Premier League-bajnok (1996, 1997, 1999, 2000, 2001, 2003) - PFA Az évszázad csapata | [ 5 ]  |
| 2021 | Frank Lampard *+#    | 609        | 177   | K       | 1995–2015            | West Ham United, Chelsea, Manchester City                                                        | - 3x Premier League-bajnok (2005, 2006, 2010) - 3x Legtöbb gólpassz egy szezonban (2004–2005, 2008–2009, 2009–2010)                                                                                                  | [ 5 ]  |
| 2021 | Dennis Bergkamp +#   | 315        | 87    | T       | 1995–2006            | Arsenal                                                                                          | - 3x Premier League-bajnok (1998, 2002, 2004) - Premier League – Az év csapata (1997–1998) | [ 5 ]  |
| 2021 | Steven Gerrard +~    | 504        | 120   | K       | 1998–2015            | Liverpool                                                                                        | - 8x Premier League – Az év csapata (2000–2001, 2003–2004, 2004–2005, 2005–2006, 2006–2007, 2007–2008, 2008–2009, 2012–2014) - PFA Az év fiatal játékosa (2000-2001)                                                 | [ 5 ]  |
| 2022 | Wayne Rooney *+#     | 491        | 208   | T       | 2002–2018            | Everton, Manchester United                                                                       | - 5× Premier League-bajnok (2006–2007, 2007–2008, 2008–2009, 2010–2011, 2012–2013) - 3x Premier League – Az év csapata (2005–2006, 2009–2010, 2011–2012)                                                             | [ 6 ]  |
| 2022 | Patrick Vieira *+#   | 307        | 32    | K       | 1996–2005, 2009–2011 | Arsenal, Manchester City                                                                         | - 3× Premier League-bajnok (1997–1998, 2001–2002, 2003–2004) - Az évtized külföldi játékosai csapat tagja | [ 6 ]  |
| 2022 | Ian Wright +#        | 213        | 113   | T       | 1992–2000            | Arsenal, West Ham United                                                                         | - Premier League-bajnok (1997–1998) - 2x Premier League – Az év csapata (1992–1993, 1996–1997) | [ 7 ]  |
| 2022 | Peter Schmeichel ^+# | 310        | 1     | KP      | 1992–1999, 2001–2003 | Manchester United, Aston Villa, Manchester City                                                  | - 5× Premier League-bajnok (1992–1993, 1993–1994, 1995–1996, 1996–1997, 1998–1999) - PFA Az évszázad csapata | [ 7 ]  |
| 2022 | Paul Scholes +#      | 499        | 107   | K       | 1992–2013            | Manchester United                                                                                | - 11× Premier League-bajnok (1995–1996, 1996–1997, 1998–1999, 1999–2000, 2000–2001, 2002–2003, 2006–2007, 2007–2008, 2008–2009, 2010–2011, 2012–2013) - Premier League 20 Szezon-díj (1992–1993 és 2011–2012 között) | [ 7 ]  |
| 2022 | Didier Drogba +#     | 254        | 104   | T       | 2004–2012, 2014–2015 | Chelsea                                                                                          | - 4× Premier League-bajnok (2004–2005, 2005–2006, 2009–2010, 2014–2015) - 2x Premier League – Az év csapata (2006–2007, 2009–2010)                                                                                   | [ 7 ]  |
| 2022 | Vincent Kompany *+#  | 265        | 18    | V       | 2008–2020            | Manchester City                                                                                  | - 4× Premier League-bajnok (2011–2012, 2013–2014, 2017–2018, 2018–2019) - 3× Premier League – Az év csapata (2010–2011, 2011–2012, 2013–2014)                                                                        | [ 7 ]  |
| 2022 | Sergio Agüero +#     | 275        | 184   | T       | 2011–2021            | Manchester City                                                                                  | - 5× Premier League-bajnok (2011–2012, 2013–2014, 2017–2018, 2018–2019, 2020–2021) - 3× Premier League – Az év csapata (2017–2018, 2018–2019)                                                                        | [ 7 ]  |
| 2023 | Rio Ferdinand +#     | 504        | 11    | V       | 1995–2015            | West Ham United Leeds United Manchester United Queens Park Rangers                               | - 6× Premier League-bajnok (2002–2003, 2006–2007, 2007–2008, 2008–2009, 2010–2011, 2012–2013) - Premier League 20 Szezon-díj (1992–1993 és 2011–2012 között)                                                         | [ 8 ]  |
| 2023 | Petr Čech +#         | 443        | 0     | KP      | 2004–2019            | Chelsea Arsenal                                                                                  | - 4× Premier League-bajnok (2004–2005, 2005–2006, 2009–2010, 2014–2015) - 4× Premier League – Aranykesztyű (2004–2005, 2009–2010, 2013–2014, 2015–2016)                                                              | [ 8 ]  |
| 2023 | Tony Adams ^+#~      | 255        | 12    | V       | 1992–2002            | Arsenal                                                                                          | - 4× Premier League-bajnok (1997–1998, 2001–2002) - PFA Az évszázad csapata | [ 8 ]  |
| 2024 | Ashley Cole +#       | 385        | 15    | V       | 1999–2014            | Arsenal Chelsea                                                                                  | - 3× Premier League-bajnok (2001–2002, 2003–2004, 2009–2010) - Premier League 20 Szezon-díj (1992–1993 és 2011–2012 között)                                                                                          | [ 9 ]  |
| 2024 | Andrew Cole *+#~     | 414        | 187   | T       | 1993–2008            | Newcastle United Manchester United Blackburn Rovers Fulham Manchester City Portsmouth Sunderland | - 5× Premier League-bajnok (1995–1996, 1996–1997, 1998–1999, 1999–2000, 2000–2001) - Premier League – A hónap játékosa                                                                                               | [ 10 ] |
| 2024 | John Terry +#        | 492        | 41    | V       | 1998–2017            | Chelsea                                                                                          | - 5× Premier League-bajnok (2004–2005, 2005–2006, 2009–2010, 2014–2015, 2016–2017) - Premier League – A hónap játékosa                                                                                               | [ 10 ] |

## Beiktatott edzők
| Év   | Név           | Mérkőzések | Győzelmek | Győzelmi arány | Évek a ligában | Csapatok          | Sikerek | For.   |
| ---- | ------------- | ---------- | --------- | -------------- | -------------- | ----------------- | --- | ------ |

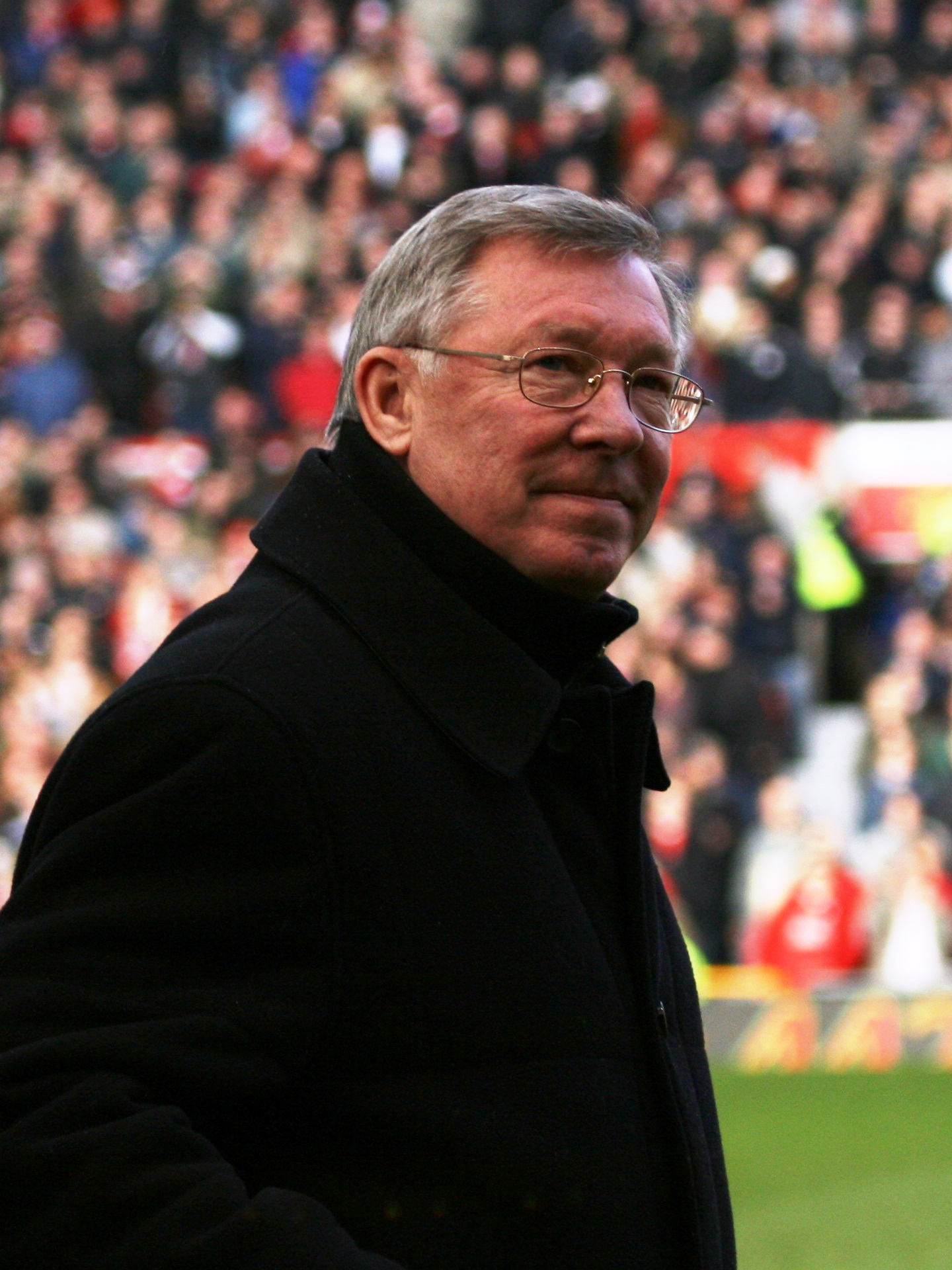
A tizenháromszoros bajnok Alex Ferguson az egyik első beiktatott edző volt

| 2023 | Alex Ferguson | 810        | 528       | 65,2           | 1986–2013      | Manchester United | - Legtöbb bajnoki cím a Premier League történetében - Legtöbb győzelem edzőként a Premier League történetében - 13× Premier League-bajnok: 1992–1993, 1993–1994, 1995–1996, 1996–1997, 1998–1999, 1999–2000, 2000–2001, 2002–2003, 2006–2007, 2007–2008, 2008–2009, 2010–2011, 2012–2013 - 11× Premier League – A szezon menedzsere (rekord): 1993–1994, 1995–1996, 1996–1997, 1998–1999, 1999–2000, 2002–2003, 2006–2007, 2007–2008, 2008–2009, 2010–2011, 2012–2013 - 27× Premier League – A hónap edzője díj (rekord) | [ 11 ] |
| 2023 | Arsène Wenger | 828        | 476       | 57,5           | 1996–2018      | Arsenal           | - Legtöbb mérkőzés edzőként a Premier League történetében - Egyetlen veretlen szezon a Premier League történetében - 3× Premier League-bajnok: 1997–1998, 2001–2002, 2003–2004 - 4× Premier League – A szezon menedzsere: 1997–1998, 2001–2002, 2003–2004 - 15× Premier League – A hónap menedzsere | [ 11 ] |

## Jelöltek

### 2021
A 2021-es jelöltek listája:
| - Tony Adams - David Beckham - Dennis Bergkamp - Sol Campbell - Éric Cantona - Andy Cole - Ashley Cole - Didier Drogba - Les Ferdinand - Rio Ferdinand - Robbie Fowler - Steven Gerrard | - Roy Keane - Frank Lampard - Matt Le Tissier - Michael Owen - Peter Schmeichel - Paul Scholes - John Terry - Robin van Persie - Nemanja Vidić - Patrick Vieira - Ian Wright |

A kiemelt játékosokat beiktatták 2021-ben.

### 2022
A 2022-es jelöltek listája:
| - Tony Adams - Sergio Agüero - Sol Campbell - Petr Čech - Andrew Cole - Ashley Cole - Didier Drogba - Patrice Evra - Les Ferdinand - Rio Ferdinand - Robbie Fowler - Vincent Kompany - Matt Le Tissier | - Gary Neville - Michael Owen - Peter Schmeichel - Paul Scholes - Teddy Sheringham - John Terry - Yaya Touré - Edwin van der Sar - Ruud van Nistelrooy - Robin van Persie - Nemanja Vidić - Ian Wright |

A kiemelt játékosokat beiktatták 2022-ben.

### 2023
A 2023-as jelöltek listáját március 30-án jelentették be, a három kiválasztott beiktatott bejelentésére május 3-án került sor.
| - Tony Adams - Sol Campbell - Michael Carrick - Petr Čech - Andrew Cole - Ashley Cole - Jermain Defoe - Les Ferdinand | - Rio Ferdinand - Robbie Fowler - Gary Neville - Michael Owen - John Terry - Yaya Touré - Nemanja Vidić |

A kiemelt játékosokat beiktatták 2023-ban.

### 2024
A 2024-es jelölteket március 25-én tették közzé, a győztesek kilétét április 22-én hozzák nyilvánosságra.
- Sol Campbell
- Les Ferdinand
- David Silva
- Michael Carrick
- Robbie Fowler
- John Terry
- Andrew Cole
- Eden Hazard
- Yaya Touré
- Jermain Defoe
- Gary Neville
- Edwin van der Sar
- Cesc Fàbregas
- Michael Owen
- Nemanja Vidić

A kiemelt játékosokat beiktatták 2024-ben.

## Statisztika

### Játékosok

#### Nemzetiség szerint
| Nemzetiség       | Játékosok |
| ---------------- | --------- |
| Anglia           | 12        |
| Franciaország    | 3         |
| Argentína        | 1         |
| Belgium          | 1         |
| Csehország       | 1         |
| Dánia            | 1         |
| Elefántcsontpart | 1         |
| Hollandia        | 1         |
| Írország         | 1         |

#### Csapatok szerint
| Nemzetiség          | Játékosok |
| ------------------- | --------- |
| Manchester United   | 8         |
| Arsenal             | 7         |
| Manchester City     | 6         |
| Chelsea             | 5         |
| Blackburn Rovers    | 2         |
| Leeds United        | 2         |
| Newcastle United    | 2         |
| West Ham United     | 2         |
| Aston Villa         | 1         |
| Everton             | 1         |
| Fulham              | 1         |
| Liverpool           | 1         |
| Nottingham Forest   | 1         |
| Portsmouth          | 1         |
| Queens Park Rangers | 1         |
| Sunderland          | 1         |

### Edzők

#### Nemzetiség szerint
| Nemzetiség    | Edzők |
| ------------- | ----- |
| Franciaország | 1     |
| Skócia        | 1     |

#### Csapatok szerint
| Nemzetiség        | Játékosok |
| ----------------- | --------- |
| Arsenal           | 1         |
| Manchester United | 1         |